# Schaufelwand
Die Schaufelwand ist ein 2012 m ü. A. hoher Gipfel der Hochschwabgruppe im österreichischen Bundesland Steiermark.

## Lage und Umgebung
Die Schaufelwand befindet sich im Nordteil der Hochschwabgruppe. Ihr scharfer, von West nach Ost verlaufender Felskamm trennt ein oberhalb von 1500 m gelegenes, sanft gewelltes, von Latschenflächen und Almweiden (Flur Spitzboden, weiter südlich u. a. Androthalm und Sonnschienalm) dominiertes Plateau im Süden von einem tiefer gelegenen (oberhalb von 1200 m), unzugänglichen, bewaldeten Becken (Flur u. a. Schafwald) im Norden. Im Osten trennt eine auf knapp unter 1900 m gelegene Scharte die Schaufelwand vom Ebenstein, im Westen fällt die Schaufelwand sanfter bis zum auf 1557 m gelegenen Schafhalssattel ab, der die Grenze zum Brandstein bildet. Bis zu einem gewaltigen Bergsturz im vierten Jahrtausend vor Christus (s. u.) bildete die Schaufelwand die Südwand eines Bergrückens, der den heutigen Ebenstein bzw. Großen Griesstein im Osten mit dem Brandstein im Westen verband. Dieser Rücken rutschte in seiner Gesamtheit nach Norden ab, lediglich die Schaufelwand blieb als scharfe Abrisskante stehen.
Der Kamm der Schaufelwand bildet auch die Grenze der Gemeinde Wildalpen (Bezirk Liezen) im Norden und Tragöß-Sankt Katharein (Bezirk Bruck-Mürzzuschlag) im Süden.

## Geologie und Geomorphologie
Die Hochschwabgruppe gehört zu den Nördlichen Kalkalpen, innerhalb von deren Ostteil (in der s.g. Mürzalpendecke, Teil des Juvavikums) die sogenannte Pfaffingalm-Hochschwab-Schuppe (vgl. Tektonische Schuppe) das zentrale und tektonisch tiefste Bauelement darstellt. Sie umfasst das Kaiserschild-Massiv im Westen und setzt sich danach über das Gebiet nördlich und südlich des Leopoldsteiner See und über das ausgedehnte Karstplateau um die Sonnschienalm sowie über den Vorderen und Hinteren Polster in den Hauptkamm der Hochschwab-Gruppe fort. Das dominante Gestein sind verschiedene Fazies des Wettersteinkalks. Nördlich schließt daran die kleinere Brandstein-Edelbodenalm-Schuppe an. Die Südgrenze dieser Schuppe folgt einer steil nach nordnordwest fallenden Bewegungsfläche, die aus dem Brunntal (südlich der Riegerin) über die Lang-Eibel-Schlucht (zwischen Großem Griesstein und Ebenstein) über den Ebenstein (2.123 m) entlang der Schaufelwand läuft und dann die südlich davon aufgeschlossenen Gesteine der Oberen Gosau-Subgruppe (Basalbrekzie und Sandstein) einmündet.

### Bergsturz von Wildalpen
An der Grenze dieser Schuppen kann die „intensive engständige Verschuppung einer Duplex-Struktur“ (i. e. eine komplexe, mehrphasige Überschiebung der Gesteinspakete) zwischen Salza und Hochschwab-Plateau beobachtet werden. Die genannte, nach nordnordwest fallende Bewegungsgfläche (vgl. Gleitfläche) nördlich unter der Schaufelwand ist ursächlich am Bergsturz von Wildalpen beteiligt. Bei diesem zweiphasigen Ereignis stürzte die rund 3,5 km breite Bergflanke zwischen Ebenstein/Griesstein und Brandstein, deren Südwand die Schaufelwand gebildet hatte, nordwärts ab. Insgesamt gerieten dabei rund 1,3 bis 1,4 km³ (1 km³ = 1 Milliarde Kubikmeter) Gestein in Bewegung. Durch einen initialen Bergsturz im Bereich des Griessteins waren die Gleichgewichtsverhältnisse der gesamten Bergflanke gestört worden, die daraufhin entlang dieser um 40° geneigten Gleitfläche nach Norden wegsackte. Nach etwa fünf Kilometern erreichte der Schuttstrom die Salza, wo er sich dreiteilte und im Flusstal noch insgesamt rund 10 Kilometer weit ausbreitete.
Die Spuren dieses Bergsturzes sind an der Nordseite der Schaufelwand als riesige Harnische (durch das Abgleiten des Gesteins entstandene „polierte“ Flächen) sichtbar. Im Hang nördlich unterhalb der Schaufelwand ist die Überschiebungsbahn der Duplex-Struktur (d. h. jene Fläche, über die der Bergrücken nach Norden abrutschte) als auffällig ebener, geneigter Fels zu sehen.

## Wege
Am einfachsten kann die Schaufelwand von der Sonnschienalm im Süden aus erreicht werden. Von der dortigen Sonnschienhütte aus beträgt die Wegzeit noch etwa 2,5 Stunden. Länger und einsamer ist der Weg, der von Wildalpen kommend westlich unter dem Griesstein vorbei und dann nördlich unter der Schaufelwand hinauf zum Schafhalssattel führt. Bergwanderer können den höchsten Punkt der Schaufelwand von Westen her auf einem unmarkierten und zunehmend exponierten Steig mit einer kurzen Kletterpassage (Schwierigkeitsgrad I+) erreichen. Für Kletterer besteht die Möglichkeit, die Schaufelwand auch über ihren Ostgrat zu besteigen.

Ansichten
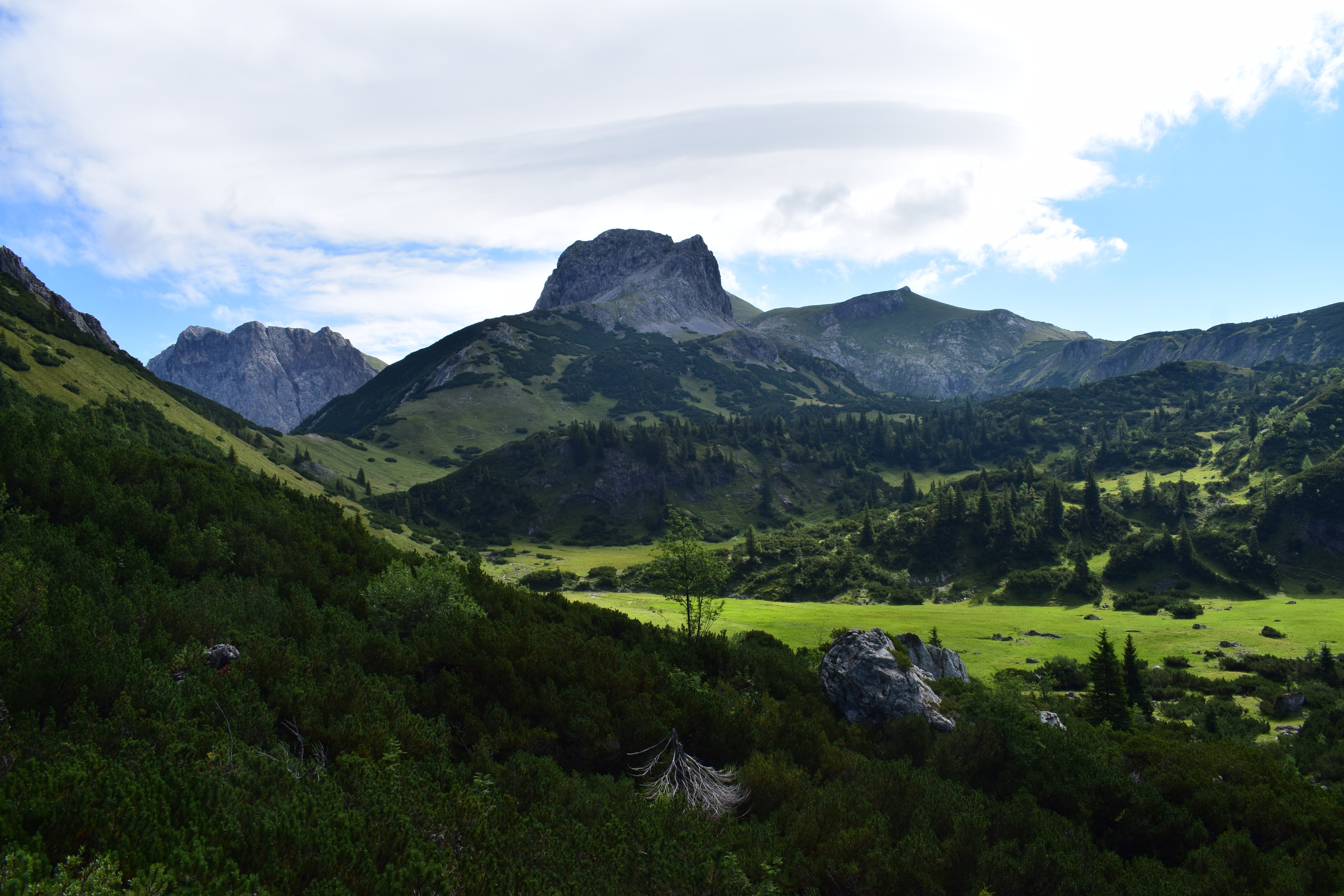
Schaufelwand-Westgipfel (ca. 1895 m) von Westen, links der Schafhalssattel, die sonnige Ebene rechts ist der Wasserboden südlich des Brandsteins
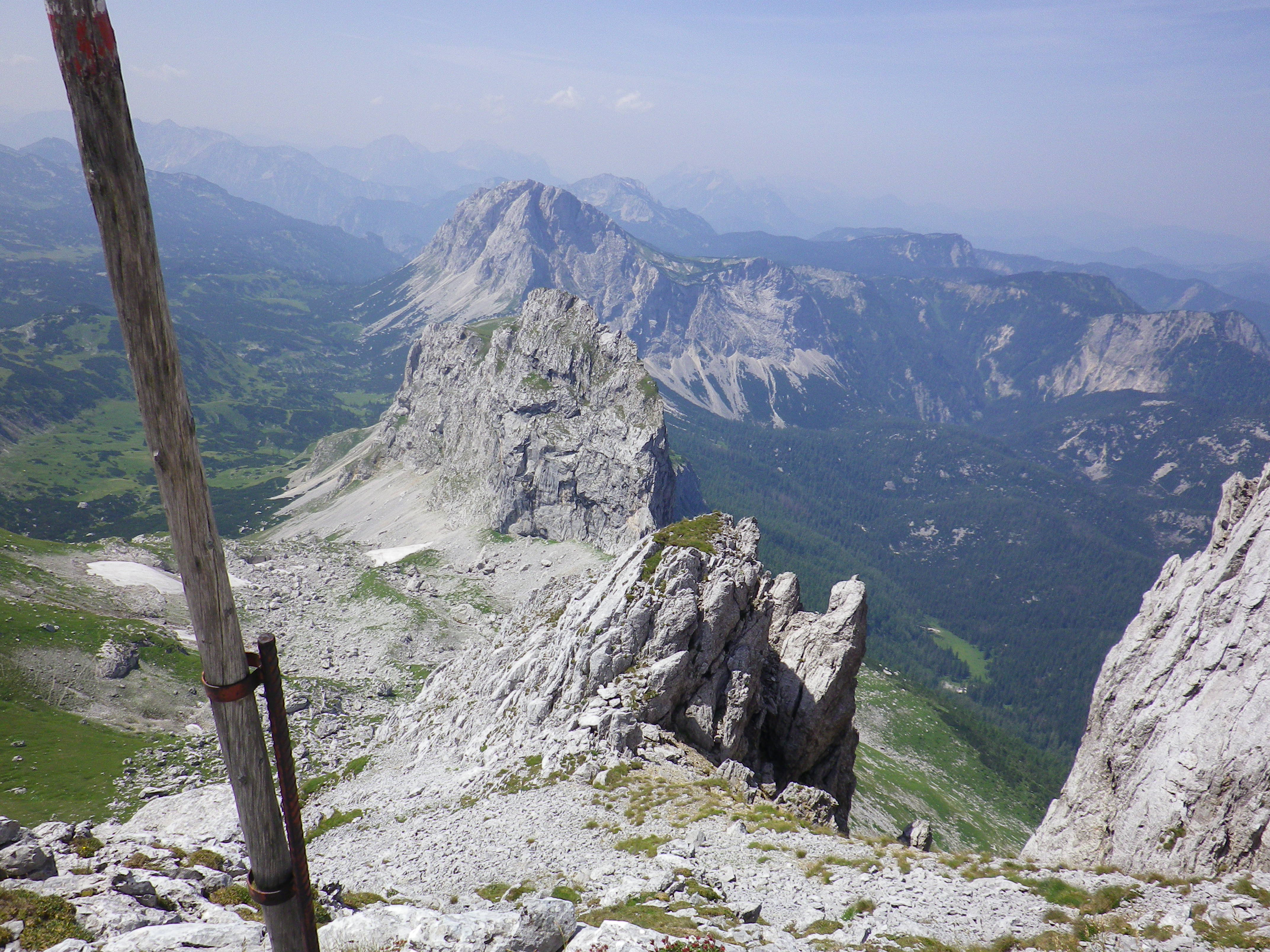
Blick vom Ebenstein über die Schaufelwand zum Brandstein (d. h. über die Abrisskante des Bergsturzes), links Spitzboden, rechts Schafwald
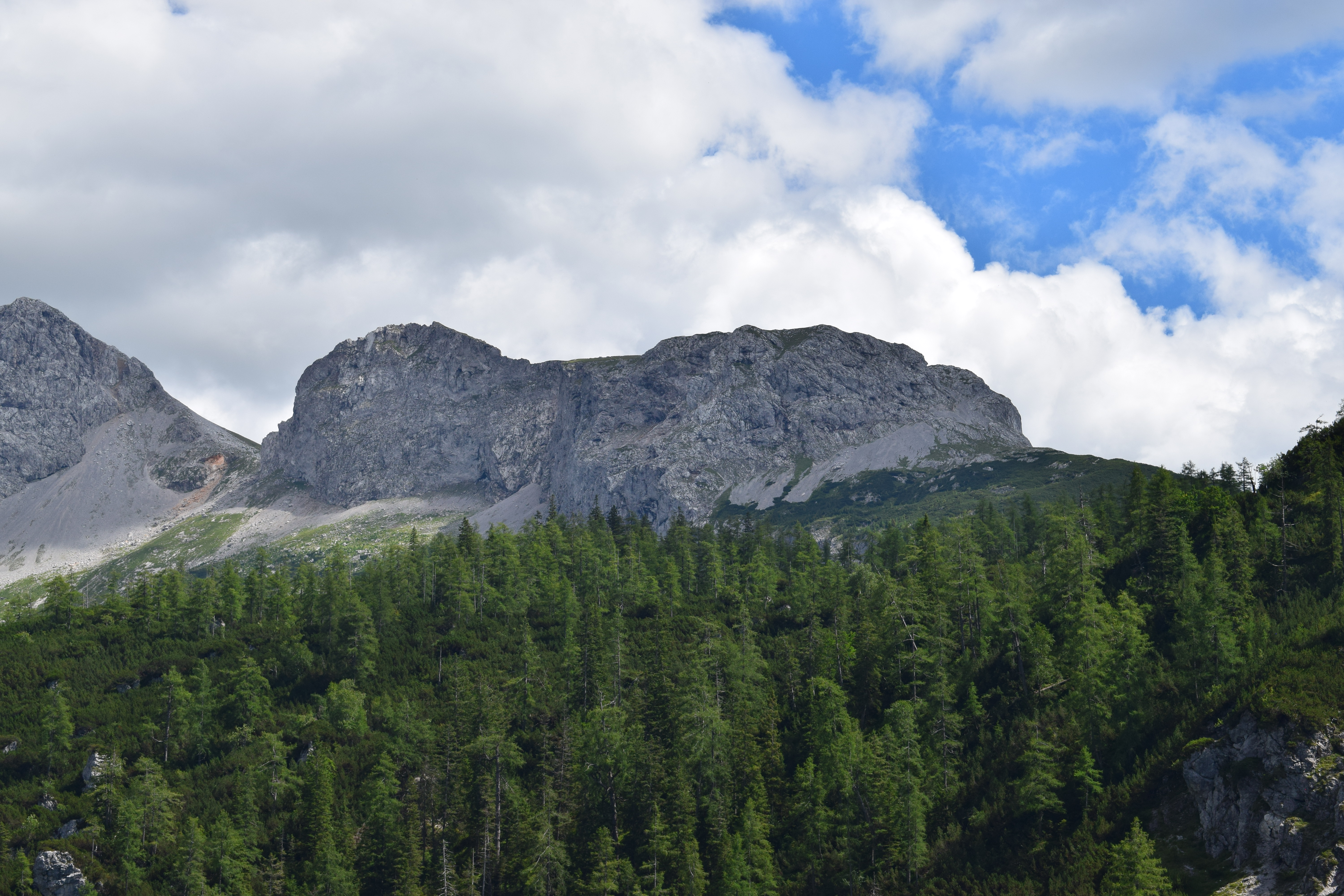
Blick aus dem „Schafwald“ auf die Nordseite der Schaufelwand.
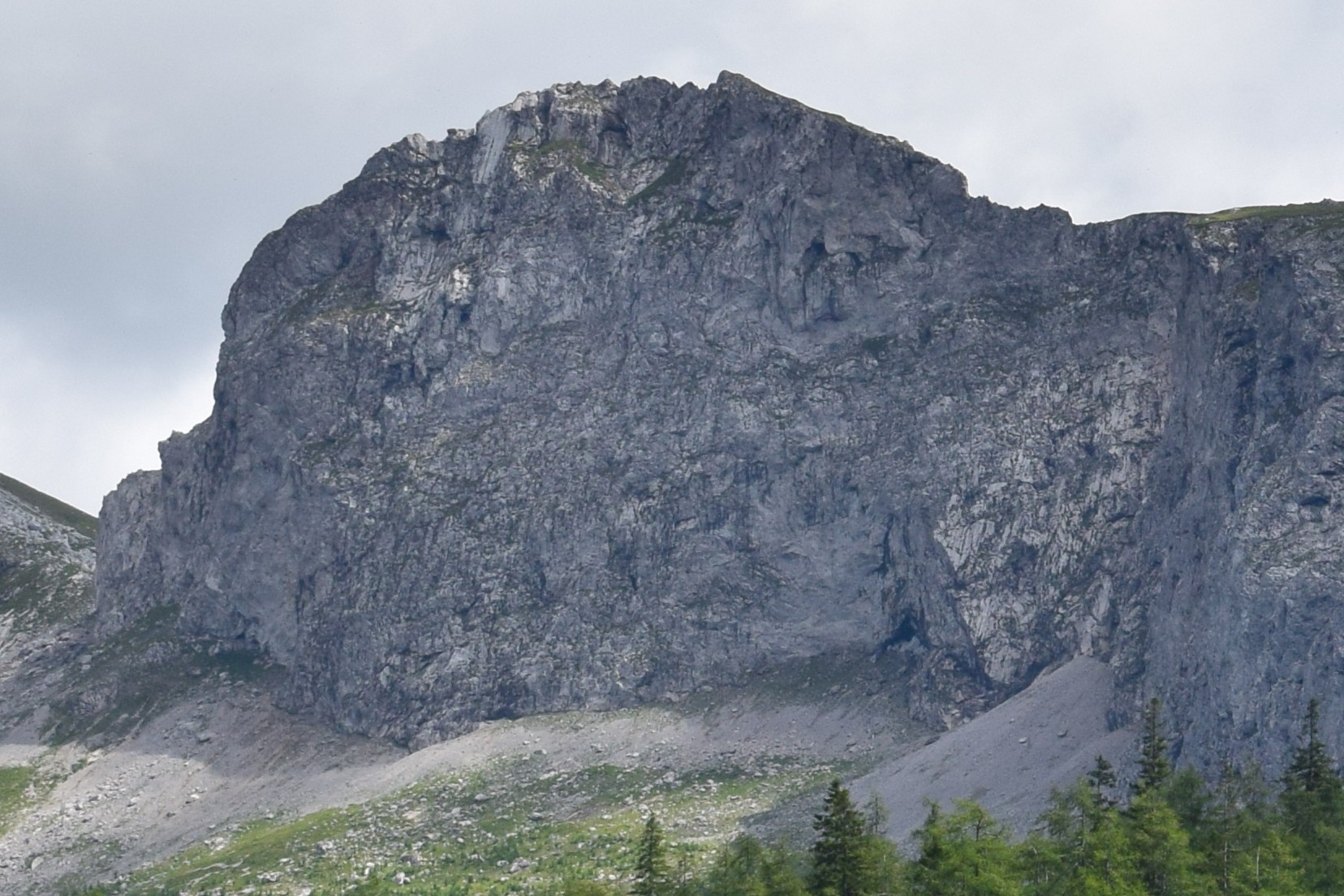
Detail des vorigen Bildes: Die „polierten“ Flächen am Ostteil der Schaufelwand sind durch den Bergsturz entstandene Harnische.
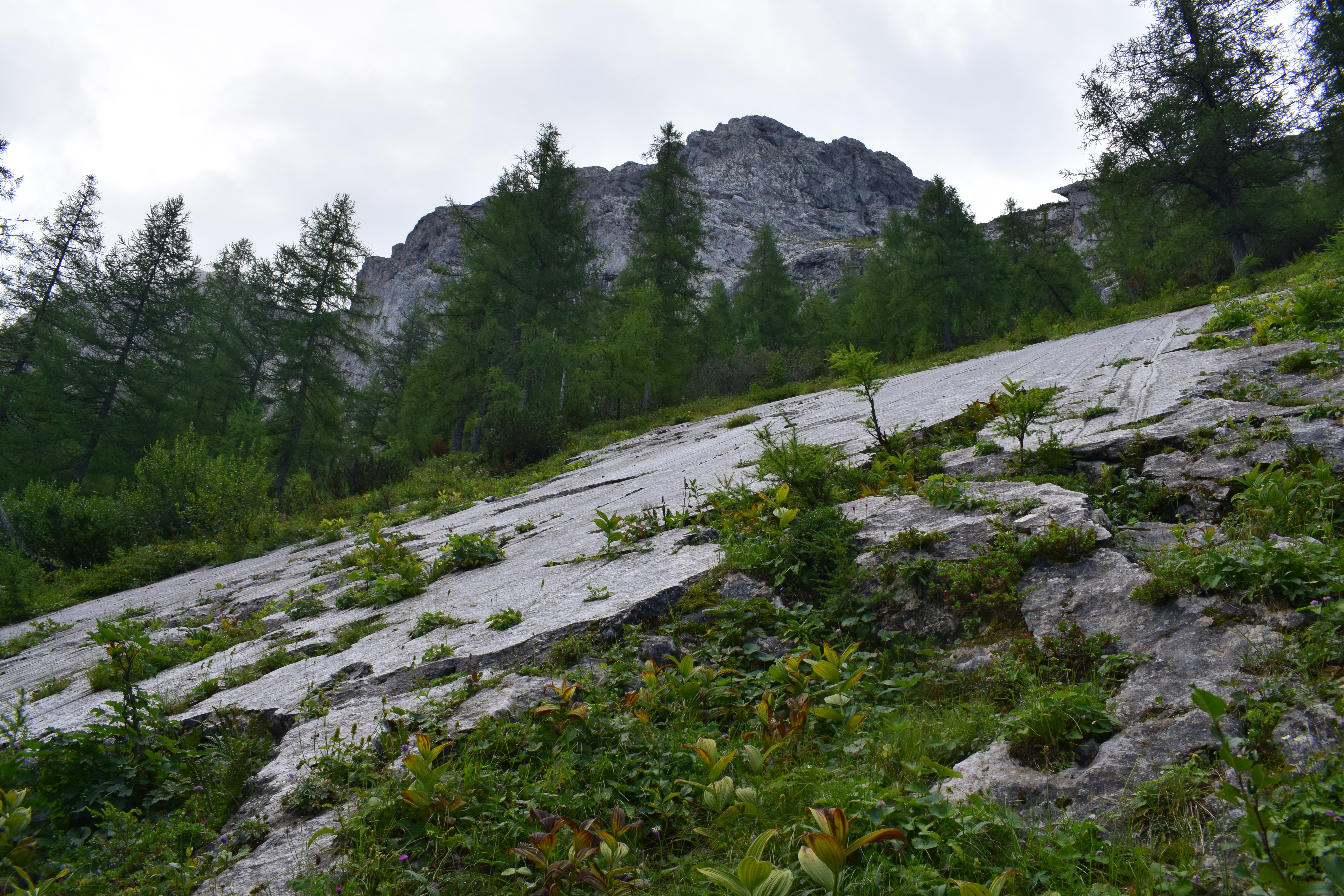
Gleitfläche des Bergsturzes nördlich unter der Schaufelwand